# Université nationale de Hô Chi Minh-Ville
L'université nationale de Hô Chi Minh-Ville (en vietnamien Đại học Quốc gia Thành phố Hồ Chí Minh) est l'une des deux plus importantes universités du Viêt Nam.

## Historique
Fondée le 27 janvier 1995 et reconnue officiellement le 12 février 2001, cette université offre différents niveaux de diplômes à ses 35 000 étudiants dans différents domaines tels que la technologie, les sciences naturelles et sociales, la littérature ou les langues.
Le quartier général de l'université est situé dans le district de Thủ Đức de la ville. Un projet est en cours pour un nouveau campus de 643 hectares.

## Composantes de l'université
L'université est composée de 6 universités, deux facultés et d'autres établissements d'enseignement, dont la liste est la suivante :
- L'université polytechnique de Hô Chi Minh-Ville
- L'université des sciences naturelles d'Hô-Chi-Minh-Ville
- L'université des sciences sociales et humaines d'Hô-Chi-Minh-Ville
- L'université de technologie de l'information d'Hô-Chi-Minh-Ville
- L'université d'économie et de droit d'Hô-Chi-Minh-Ville
- L'université internationale d'Hô Chi Minh-Ville
- L'université d'An Giang
- La faculté de médecine
- La faculté de Sciences politiques et administratives
- L'Institut de l'environnement et des ressources

## Galerie

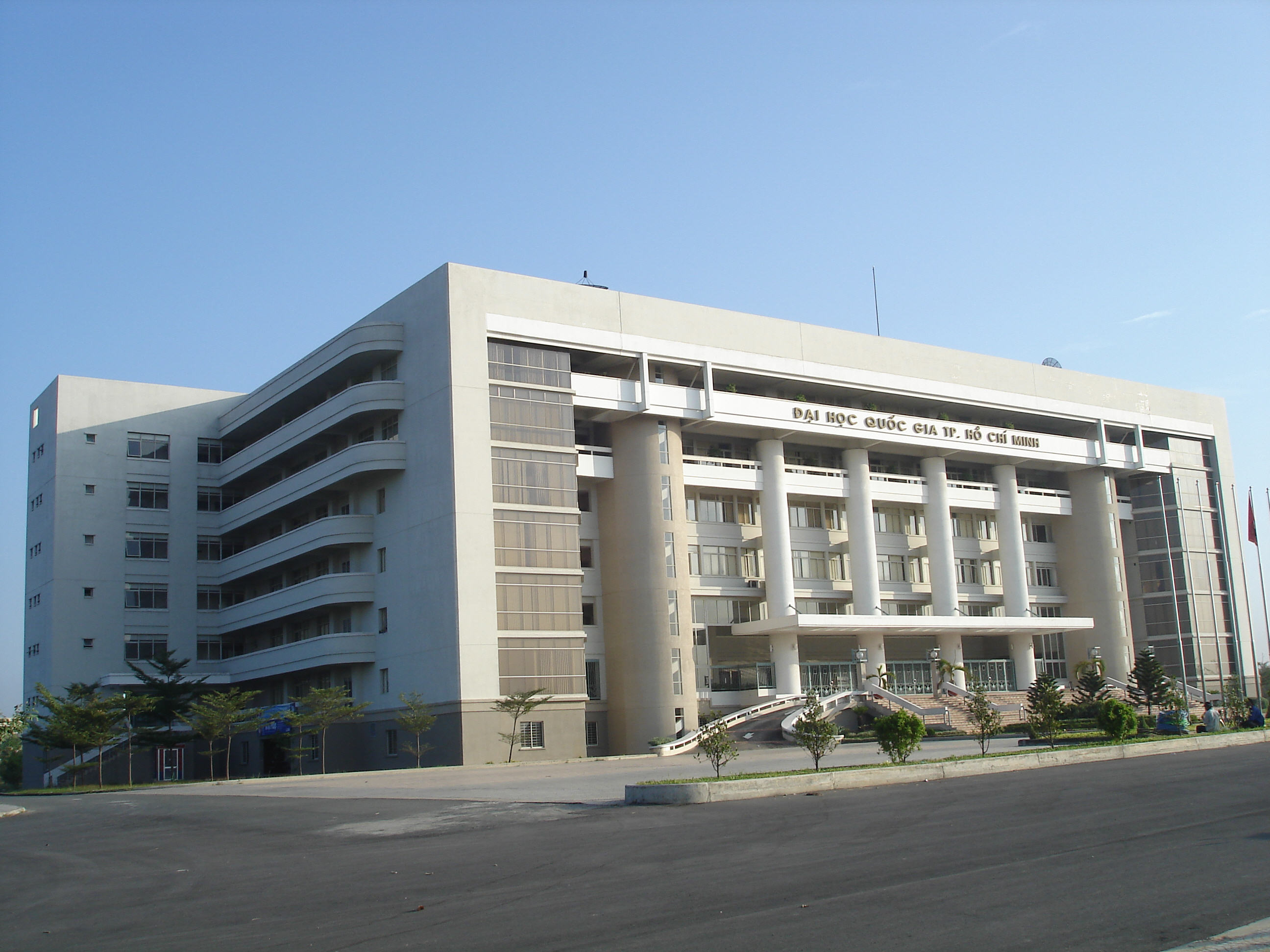
Université nationale du Vietnam, Hô Chi Minh-Ville
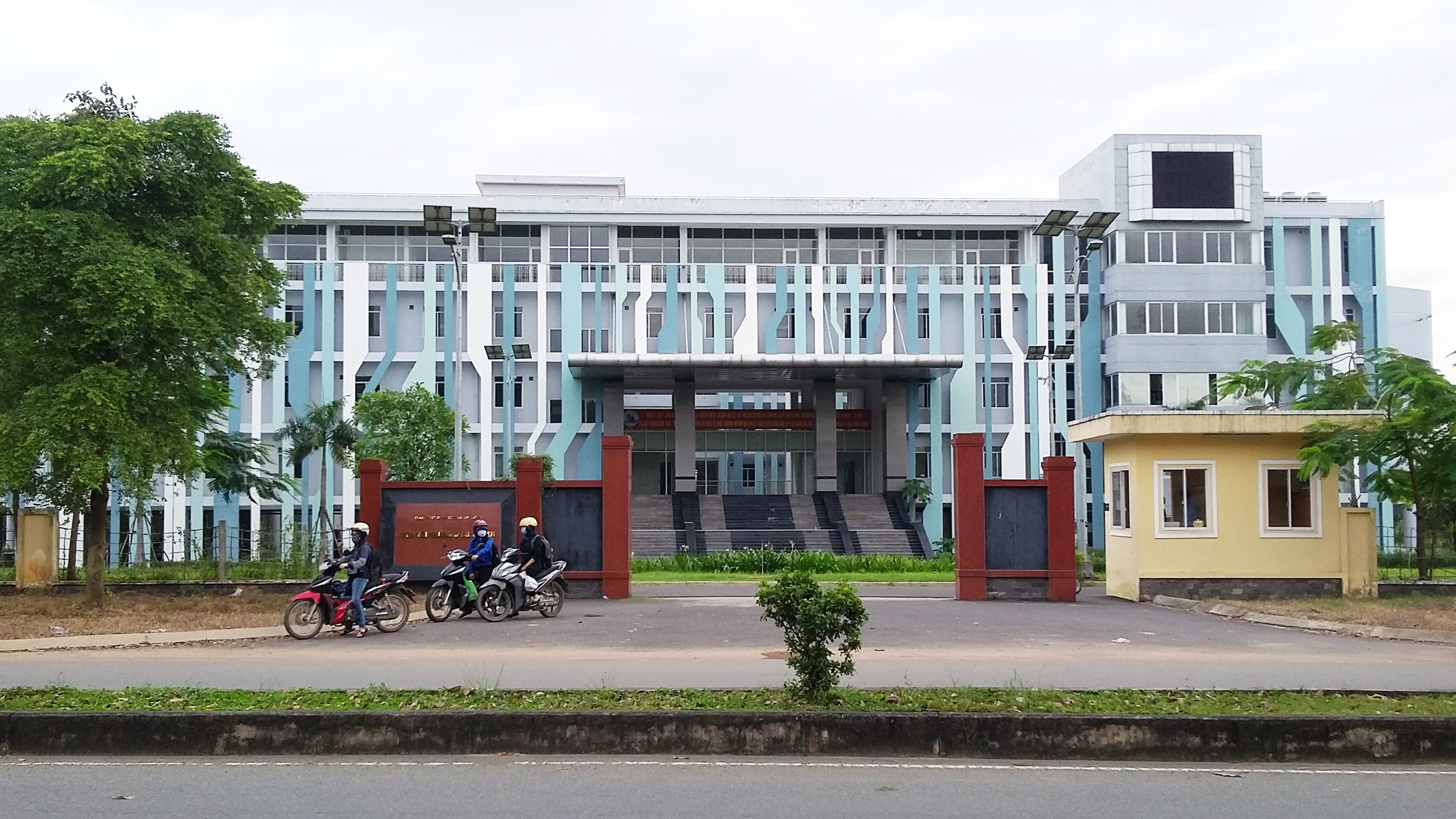
Institut de l'environnement.